# Playa Las Golondrinas
Playa Las Golondrinas con sus 4.500 metros de largo, se encuentra al sur de Caleta Olivia y al sur de Bahía Lángara en el norte santacruceño, más precisamente en la cuenca del Golfo San Jorge.

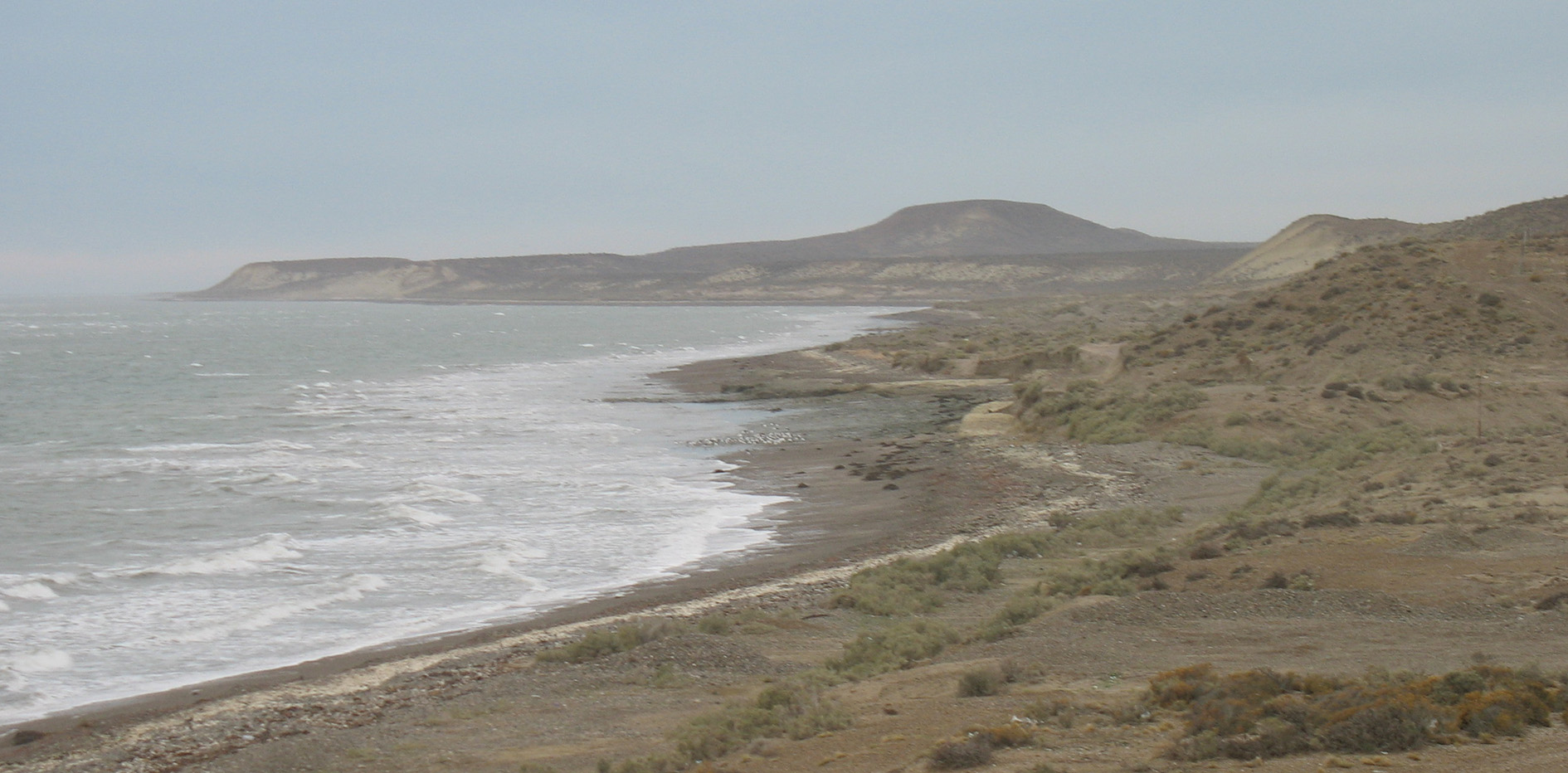
Vista hacia el sur de la Playa Las Golondrinas.

Esta playa es muy concurrida por vecinos tanto de Caleta Olivia, Pico Truncado, Las Heras (Santa Cruz), Cañadón Seco, Rada Tilly y Comodoro Rivadavia, en el verano suele ser muy concurrida para pasar tardes a la luz del sol. En días de fin de semana esta playa acoge a más de 3 mil personas.
Señalización estado del mar (Banderas)
|  | Indica la prohibición del baño. |
|  | Playa peligrosa, se permite el baño con limitaciones. Se deberán adoptar las medidas de seguridad que en cada caso se consideren adecuadas. No estará prohibido el baño en zonas donde el bañista no pueda permanecer tocando fondo y con la cabeza fuera del agua.Y los socorristas te irán a socorrer si te pasa algo. |
|  | Playa libre, el baño está permitido, no siendo necesario adoptar medidas especiales distintas a las de la propia protección personal. |

## Planificación
En el año 2012 sobre esta playa se construyó el Parador Las Golondrinas, por iniciativa propia de los señores Claudio Mendoza y Claudio Moyano, donde están logrando “cambiar la cara” de la popular playa, ubicada a 34 kilómetros al sur de Caleta Olivia, por la Ruta Nacional 3. Estos últimos meses retiraron varias toneladas de escombros, colocaron luces, redes de vóley, juegos para niños, tachos para basura y esperan terminar un parador antes del comienzo de la temporada estival.